# Concistori di papa Urbano III

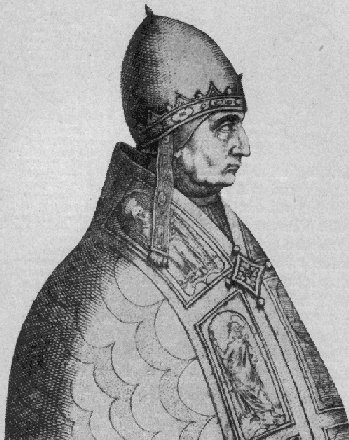
Papa Urbano III

Questa voce raccoglie l'elenco completo dei concistori per la creazione di nuovi cardinali presieduti da papa Urbano III, con l'indicazione di tutti i cardinali creati su cui si hanno informazioni documentarie (5 nuovi cardinali in 2 concistori). I nomi sono posti in ordine di creazione.

## Sabato di Pentecoste 1186 (I)
- Roberto, creato cardinale vescovo di Porto e Santa Rufina (morto ca. 1189)
- Henri de Sully, O.Cist., arcivescovo di Bourges (Francia); creato cardinale presbitero (titolo ignoto) (morto nel settembre 1200)
- Ugo Geremei, creato cardinale diacono di San Teodoro (morto prima di marzo 1188)
- Gandolfo, O.S.B., abate del monastero di S. Sisto (Piacenza); creato cardinale diacono dei Santi Cosma e Damiano (morto nel 1219)

## 1187 (II)
- Boson, creato cardinale diacono di Sant'Angelo in Pescheria (morto ca. 1190)

## Fonti
- (EN) Current and historical information about the Bishops and Dioceses of the Catholic Hierarchy around the world, su catholic-hierarchy.org.
- (EN) Salvador Miranda, Urban III, su fiu.edu – The Cardinals of the Holy Roman Church, Florida International University. URL consultato il 27 luglio 2015.